# 音叉

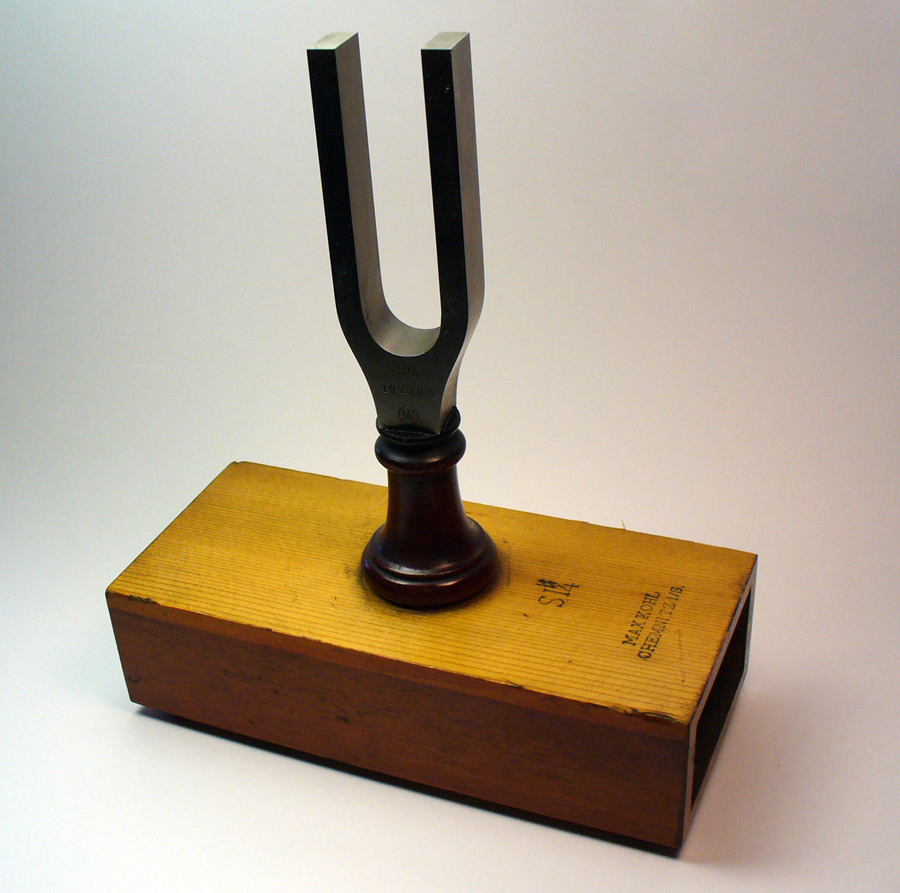
共振盒上的音叉

音叉由彈性金屬（多為鋼）製成，末有一柄，兩端分叉，型如拉丁字母‘U’。音叉擁有一固定的共振頻率，受到敲擊時則震動，在等待初始時的泛音列過去後，音叉發出的音響就具有固定的音高。一個音叉所發出的音高由它分叉部分的長度決定。

## 介紹
目前最常為音樂家使用的音叉，頻率為440Hz。此音高長久以來就被作為樂團的調音標準(近年來調音頻率逐漸以442Hz較為普遍)，因為他同時為小提琴第二弦(又稱A弦。其順序如下: 第四弦G 第三 D 第二弦A 第一弦E)的音高以及中提琴第一弦 ( 第四弦C 第三弦G 第二弦D 第一弦A )的音高。不過市場上也有各種其他音高的音叉，如發出鋼琴中央部所有音高的音叉。
音叉在1711年由英国人約翰·朔爾（John Shore）發明。他是一位宮廷小號手，作曲家格奧爾格·弗里德里希·韓德爾及亨利·普賽爾皆曾在曲子中專門寫下給他表演的段落。他还是一个鲁特琴手，鲁特琴非常难以调音，朔爾发明音叉来给鲁特琴调音。
音叉受到敲擊後所發出的音符非常的微弱，常常只有拿到耳邊才聽得清楚。為此，有時在敲擊後會將音叉壓在如桌子等固體平面上，此舉讓這個平面有共振板的作用，大幅增加了音量。
著名的音叉製造商如Ragg 和 John walker，兩者皆位於英國的雪菲爾。
以生產樂器起家的日本音樂器材大廠山葉公司，其商標為三支音叉組合而成。

## 用途
音叉主要用於樂器調音，雖然電子調音器現已存在。當音叉需要調音時，可以在兩端分叉的部分做調整：磨短尖端的部分以調高或者修整兩叉中間接合處以調低；或者調整兩尖叉的重量。即便經過調音，音叉的頻率仍會因為材料的彈性模數改變而受影響，為了使音叉發出準確的音高，仍應將其封存在溫濕度控制良好的地方。大型的音叉通常由電力驅動，如同電鈴，因此可不間斷地震動。

### 音樂樂器
不少鍵盤樂器裡有類似音叉的元件，其中最有名的為電鋼琴。在電鋼琴中中有如同音叉的元件，並有擊槌使之發聲。

### 電動機械錶
電動機械錶由馬克斯·埃澤爾為寶路華公司所研發，名為「Accutron」。此錶使用360赫茲的音叉以及一個電池，具有相當高的精確度。在1977年，此錶停止生產。
在石英震盪器中含有一細小的石英「音叉」，此最常使用於現代的石英數位手錶。石英晶體所具有的壓電性質使得石英音叉在共振時產生電流脈衝，因此也被用於電腦晶片中，用來計時。在現在的手錶中，通常採用{\displaystyle 2^{15}=32,768} 赫茲的石英震盪器。(詳情請見「石英鐘」)

### 醫療用途
音叉也用來測試病人的聽力，最常用的音叉為C-512。較為低頻的音叉（通常是C-128）也作為一項末梢神經系統對振動的感應測試。音叉也作為一些特殊療法中（如針灸）的治療工具。約翰·博利厄研究音叉在治療上的功效，並錄製了一張名為「Calendula」的音樂專輯，裡面所有的音樂都由音叉演奏。其他如亞頓·威肯及傑克·威肯等也是音叉療效的研究者。

### 雷達槍校準
雷達槍主要用來測量行車速度或是體育競賽中的球速，常使用音叉校準。這些音叉有固定的校準速度而非頻率。此外，這些音叉也擁有特定的頻段（如X頻段或Y頻段），用來校準特定的雷達槍。
校準音叉計算方式為：雷達顯示速度 = 音叉頻率 * 雷達波波長 / 2
以上適用各頻段測速雷達系統。

## 外部連結
- http://www.onlinetuningfork.com （页面存档备份，存于）（使用Macromedia Flash Player的線上音叉）